# Shahrukh Khan
Shah Rukh Khan, gọi tắt là SRK (tên khai sinh; Shahrukh Khan; sinh ngày 2 tháng 11 năm 1965), là diễn viên, nhà sản xuất và nhân vật truyền hình Ấn Độ. Được biết đến trên các phương tiện truyền thông như là "Baadshah của Bollywood", "Vua của Bollywood" hay "Vua Khan", Khan đã diễn xuất trong hơn 80 bộ phim tiếng Hindi.